# José de Yanguas Messía
José María Yanguas y Messía, vicomte de Santa Clara de Avedillo (Linares, 1890 - Madrid, 1974), était un juriste, diplomate, professeur d’université, patron de presse et homme politique espagnol. 
Issu de la haute bourgeoisie andalouse, Yanguas Messía suivit une formation de juriste, qu’il compléta par un séjour d’études à Paris. Spécialisé en droit international, il devint titulaire de la chaire de cette discipline à l’université de Valladolid, puis à l’université centrale de Madrid. Parallèlement, il s’engagea en politique au sein de la mouvance conservatrice et réussit, sous la monarchie bourbonnienne, à se faire élire par deux fois député national. Après le coup d’État militaire de Primo de Rivera de 1923, il accepta plusieurs fonctions dans les institutions de la dictature, notamment le portefeuille des Affaires étrangères de 1925 à 1927 et un siège dans la commission civile chargée d’institutionnaliser le régime, en particulier par le biais de lois fondamentales ; pour Yanguas Messía en effet, monarchiste convaincu, la dictature ne pouvait être que temporaire et devait aboutir à une monarchie constitutionnelle. À l’avènement de la république en 1931, inquiété en raison de sa compromission primorivériste, il choisit l’exil à Paris, avant de pouvoir rentrer en Espagne à la faveur d’une loi d’amnistie et de retrouver sa chaire de droit international à Madrid. En juillet 1936, il rallia le camp nationaliste dans la Guerre civile, et eut un rôle important dans la désignation de Franco comme généralissime et chef de l’État (en faisant son éloge devant les autres généraux rebelles et en se chargeant de rédiger le décret de nomination de Franco). Il exerça entre 1938 et 1942 comme ambassadeur auprès du Saint Siège. La Guerre civile terminée, il se brouilla brièvement avec Franco en 1943 par son allégeance proclamée à Juan de Bourbon, mais s’accommoda ensuite du régime franquiste, dès lors que Franco eut établi que la monarchie prendrait le relais de sa dictature. 
Continuateur des doctrines espagnoles classiques en matière de droit des gens, dont celle de Vitoria, Yanguas Messía est l’auteur de plusieurs manuels qui font autorité en Espagne, et fut membre de plusieurs organisations et instituts de droit international, notamment de l’Académie de droit international de La Haye. Il était par ailleurs un fervent partisan de l’adhésion de l’Espagne à la Communauté européenne.

## Biographie

### Origines et formation
Né au sein de la haute bourgeoisie de la ville de Linares, dans la province de Jaén, José María Yanguas Messía avait pour père José María Yanguas Giménez, avocat, lointain parent du comte de Romanones, ayant de fortes attaches dans la ville de Jaén, où il était un des dirigeants locaux du Parti libéral et dont il fut longtemps maire, et pour mère Blanca Messía, fille du marquis de Busianos, originaire d’Úbeda, qu’il ne sera pas donné à l’enfant José María de connaître, car elle mourut peu de temps après sa naissance,. De bonne heure, il emboita le pas à son père et entreprit des études de droit au Centre universitaire royal María Cristina de l’Escurial et à l’université centrale de Madrid, d’où il sortit licencié en droit en 1911,. Cette même université lui décerna en 1912, l’année d’obtention de sa licence, le prix Montalbán, distinction récompensant les meilleures thèses de chaque promotion. Il passa promptement son doctorat en 1912, à l’âge de seulement 22 ans, et obtint peu après de la part de la Junta para la Ampliación de Estudios (Comité pour l’extension des études, ancêtre du CSIS) une bourse d'études afin de faire un stage à la bibliothèque de la faculté de droit de Paris de 1913 à 1914 et de suivre, également à Paris, les cours de Louis Renault, André Weiss et Antoine Pillet, tous spécialistes reconnus en droit international,.
En 1916, il fit paraître un ouvrage (tiré de sa thèse de doctorat) traitant d’un sujet brûlant dans l’Europe de la décennie 1910 et intitulé La expansión colonial en África y el estatuto internacional de Marruecos. En 1918, âgé alors de 28 ans, il fut désigné professeur titulaire de droit international public et privé à l’université de Valladolid, avant d’occuper ensuite, en 1920, également sur concours, la chaire de la même discipline à l’université centrale de Madrid,.

### Activité politique et journalistique

#### Monarchie alphonsine et dictature de Primo de Rivera
Lors de l’élection parlementaire de 1920, l’avant-dernière du règne d'Alphonse XIII, Yanguas fut élu député de la circonscription de Baeza-Linares, dans la province de Jaén, où il se présentait comme indépendant, et fut réélu en 1923, cette fois sous l’étiquette du Parti conservateur,. Pendant la dictature de Primo de Rivera, instaurée en septembre 1923, Yanguas Messía, qui n’était alors affilié à aucun parti, accepta de faire partie du Directoire civil qui le 2 décembre 1925, à la suite du succès obtenu au Maroc avec le débarquement d'Al Hoceima de 1925, s'était substitué au Directoire militaire. Ce Directoire civil, qui était, tout comme son prédécesseur le Directoire militaire, présidé par le général Primo de Rivera, regroupait, selon l’expression de Ricardo de la Cierva, « de jeunes politiciens d’origines différentes, mais sans allégeance de parti déterminée, qui collaboraient avec la Dictature non en tant qu’hommes politiques, mais comme techniciens ». C’est dans cette optique aussi que Yanguas Messía exerça comme ministre d’État (c’est-à-dire des Affaires étrangères) entre le 3 décembre 1925 et le 20 février 1927, se rangeant en effet parmi ceux qui voyaient dans la dictature de Primo de Rivera — dictature qui ne devait être que transitoire et aurait vocation à s’institutionnaliser — un régime d’exception, justifié par l’échec des tentatives de rénovation politique entreprises à partir de 1917 (année de la grève générale) et par son inspiration régénérationniste, mais qui serait destiné à se dépasser lui-même. Entre-temps, Yanguas s’était fait membre de l’Unión Patriótica (UP), parti faisant figure de parti unique de soutien politique au nouveau régime. En tant que ministre des Affaires extérieures, Yanguas déploya une vive activité, à une époque où ce ministère était promis à une importante réorganisation. Il joua d’autre part un rôle de premier plan dans l’opération, finalement avortée, visant à faire admettre l’Espagne au titre de membre permanent du Conseil de la Société des Nations (SDN), question la plus importante en matière de politique extérieure qu’eut à traiter le ministère sous le mandat de Yanguas. L’Espagne en effet, bien qu’elle ne fût pas intervenue dans la Première Guerre mondiale et qu’elle n’eût pas participé aux négociations de paix, dont un des aboutissements avait été précisément la création de la SDN, aspirait dès le début à s’intégrer dans cette nouvelle organisation et à occuper un siège permanent au sein de son Conseil, faisant état, en appui de sa demande, de son rôle dans le monde de l’après-guerre comme le pays le plus important parmi ceux qui étaient demeurés neutres, ainsi que de l’ampleur des efforts humanitaires consentis par l’Espagne pendant les hostilités. La revendication espagnole d’un siège permanent reconnu du Conseil de la SDN se heurta cependant à une série d’obstacles qui se révéleront insurmontables, et l’Espagne, et avec elle le Brésil, mais à la différence de la Pologne, n’accepta pas la proposition d’un statut de membre en quelque sorte semi-permanent, attribué aux pays se situant entre les grandes puissances et les puissances mineures, et préféra se retirer de la SDN. Cependant, si la sortie du Brésil fut définitive, la rupture de l’Espagne ne sera finalement pas consommée.
Alors que Yanguas venait d’entrer en fonction en décembre 1925, la Section coloniale fut séparée du ministère d’État et placé sous la tutelle de la Direction du Maroc et des Colonies, en conséquence de quoi tout ce qui se rapportait au Maroc et autres territoires d’outremer passa à relever de la compétence de la Présidence du gouvernement. Primo de Rivera s’était arrogé ainsi le droit de conduire personnellement les affaires diplomatiques concernant le Protectorat du Maroc. Yanguas divergeait avec Primo de Rivera notamment à propos de la tactique précipitée mise en œuvre par celui-ci en vue de réviser le statut international de la ville de Tanger tel que fixé par la convention de 1923. Yanguas jugeant que les interférences dans les questions de politique internationale de la part du cabinet de la Présidence allaient au détriment de ses attributions spécifiques, il s’estima finalement dans l’obligation de démissionner le 27 février 1927, c’est-à-dire au bout d’un peu plus d’un an. Il est symptomatique que Primo de Rivera s’abstint de lui nommer un successeur et supprima le ministère d’État, dont les officines furent alors intégrées dans la Présidence du Conseil, qui prit alors nom de Présidence et Affaires extérieures.

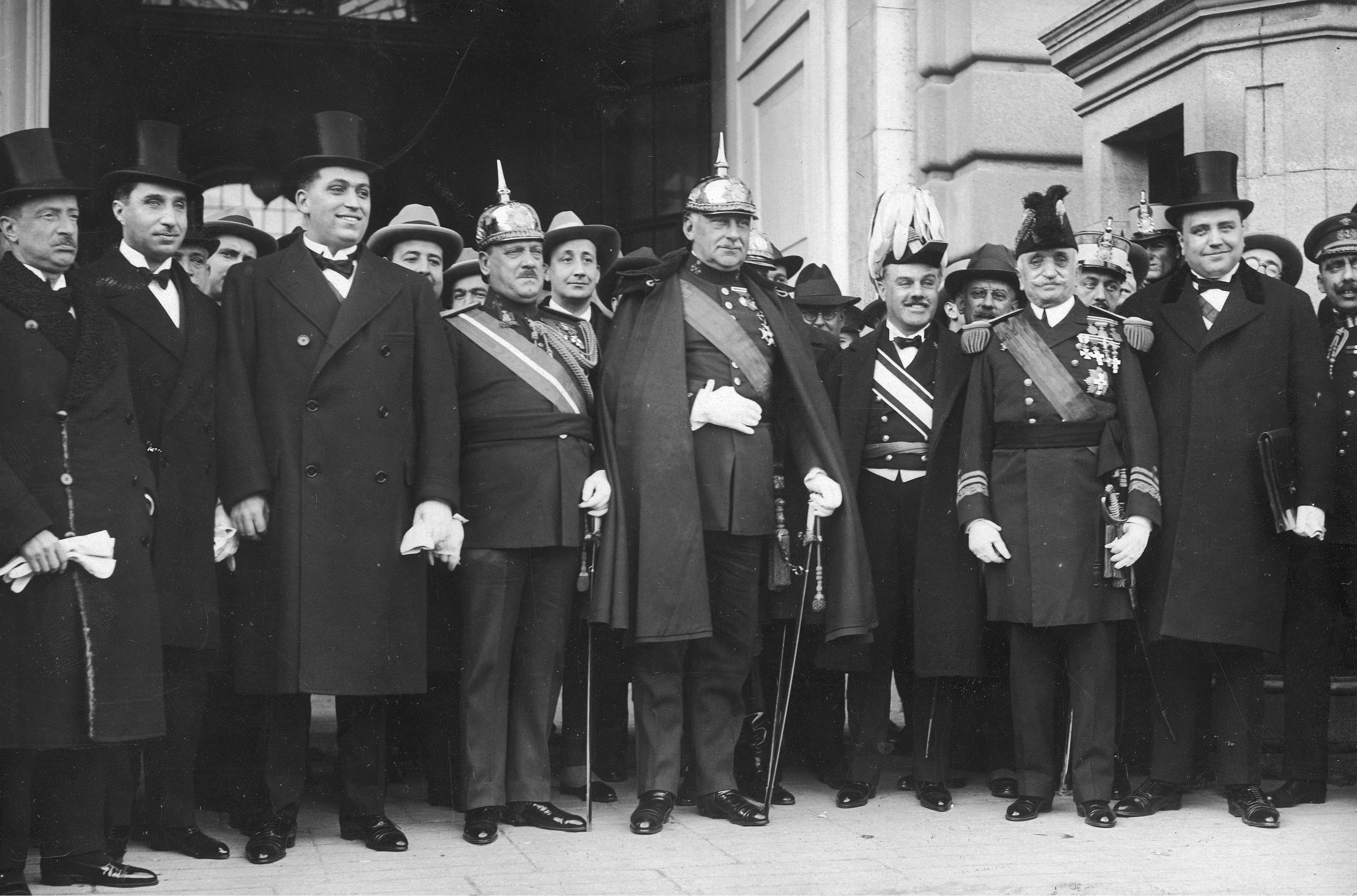
Les membres du directoire civil de Primo de Rivera en décembre 1925. À l’avant, de gauche à droite, Eduardo Callejo (Instruction publique), José Yanguas (Affaires étrangères), José Calvo Sotelo (Économie), Severiano Martínez Anido (Intérieur), Miguel Primo de Rivera (président), Comte de Guadalhorce (Travaux publics), Honorio Cornejo (Marine) et Eduardo Aunós (Travail).

Une facette importante de la gestion de Yanguas à la tête du ministère consista dans la réforme du service diplomatique espagnol, encore que ladite réforme ait été menée pendant toute la durée du régime dictatorial. Les mesures prises tendaient à fondre en une seule les différentes carrières diplomatiques et consulaires et à imposer un plus haut niveau d’exigence dans la sélection des candidats ainsi que l’obligation d’occuper des postes à l’étranger. Un décret royal de décembre 1925 restructura le ministère, remplaçant le sous-secrétariat par un secrétariat général et scindant la section politique en deux, une de caractère général et une autre spécifiquement consacrée à l’Amérique, cette dernière disposition conduisant, dans les dernières années de la Dictature, à une présence plus marquée de l’Espagne en Amérique hispanique.
Parallèlement à ses attributions comme ministre des Affaires extérieures, Yanguas Messía se consacra en particulier aussi à la mise au point d’une nouvelle constitution qui, se substituant à celle de 1876, était censée permettre bientôt le rétablissement de la monarchie parlementaire, abrogée par le coup d’État de 1923. Sur ce point aussi, de nouvelles divergences ne tardèrent pas à affleurer entre le président de l’Assemblée et celui du gouvernement.
Son renoncement à la fonction ministérielle eut lieu pourtant en accord mutuel avec Primo de Rivera, qui continuera de l’apprécier et de lui vouer son amitié, à telle enseigne qu’il le désignera bientôt à la présidence de l’Assemblée nationale consultative. Créée par décret du 12 septembre 1927, cette Assemblée avait pour tâche de tenter d’institutionnaliser politiquement le régime. Yanguas accepta l’offre, compte tenu que l’Assemblée ne serait que de nature transitoire et aurait pour mission principale de préparer le texte d’une législation fondamentale, soumise ensuite à « un large éventail d’opinion publique ». Il y avait alors deux points de vue opposés (incarnés par Juan de la Cierva et Gabriel Maura) quant à la finalité de la mission confiée à l’Assemblée, l’un plus dans la droite ligne de Primo de Rivera, l’autre cherchant une sortie par un retour à la normalité constitutionnelle ; Yanguas adhérait à cette dernière conception, qui était aussi celle du roi. Yanguas tenait que la Constitution de 1876 n’était pas abrogée, mais seulement suspendue ; à son jugement, l’Assemblée était là pour servir d’instrument propre à mettre le régime en adéquation avec l’opinion publique et à réaliser de la sorte pour le futur une meilleure concordance (« un reflet plus exact ») entre la société espagnole et l’institution destinée à la représenter. De ces débats finit par émerger le 17 mai 1929 un avant-projet de constitution, articulé sur une chambre unique, un Conseil du Royaume (investi de bon nombre des prérogatives de l’ancien sénat), un exécutif fort, et un ensemble de lois fondamentales. L’entrée en vigueur du projet ne cessera cependant d’être différé, en dépit de l’insistance de Yanguas.
Militant de l’Unión Patriótica, Yanguas s’associa sans réserves aux efforts entrepris par le comte de Guadalhorce et par d’autres anciens ministres du septennat primorivériste pour faire de l’UP l’embryon d’un authentique parti politique, jusqu’à sa dissolution en avril 1930. Pendant le bref intervalle du gouvernement Berenguer, Yanguas et d’autres personnalités du précédent régime mirent sur pied un nouveau parti, mais furent pris de court par la proclamation de la Deuxième République en avril 1931.
Au long de ces années, Yanguas Messía devint propriétaire de plusieurs périodiques édités dans sa ville natale de Linares. En 1922, il fonda La Información, quotidien de faible audience et d’existence éphémère, faisant office d'organe d’expression personnelle, disparu en 1924. L’année suivante, il lança un nouveau projet, le Diario Regional, périodique de portée locale qui, à l’instar du précédent, lui servit d’outil d’expression personnelle, et qui continuera de paraître tout au long de la dictature de Primo de Rivera. Après la disparition en 1931 du Diario Regional, Yanguas se mit à la tête d’un nouveau périodique de Linares, El Día, bien que pour peu de temps.
Yanguas hérita d’un de ses oncles le titre de vicomte de Santa Clara de Avedillo. En 1928, il contracta mariage avec María del Rosario Pérez de Herrasti y Orellana, née à Madrid d’une famille implantée dans la province de grenade, et de qui il aura un fils.

#### Deuxième République
À l’avènement de la Deuxième République, Yanguas fut condamné par le Tribunal des responsabilités politiques, récemment institué par le Congrès des députés, au motif de sa compromission avec la dictature de Primo de Rivera. Préférant s’exiler, il quitta l’Espagne le 14 avril 1931 par la frontière portugaise, pour ensuite, après un bref séjour au Portugal, se rendre en France, où il jouissait d’un grand prestige intellectuel, notamment en raison de sa qualité de juge (depuis 1925) à la Cour permanente d'arbitrage de la Haye, et où il restera près de trois ans. À la faveur de l’adoption de la Loi d'amnistie en mai 1934, il put finalement retourner en Espagne cette même année, en même temps que Calvo Sotelo et Guadalhorce. Dès son retour en Espagne, son travail d'enseignant universitaire, qu’il avait repris — sous la forme d'un cycle de cours à l’université catholique de Louvain et à l’Institut de droit comparé (IDC) de Paris —, allait se doubler d’une activité politique, sous les espèces d’une affiliation, effectuée dès la première heure, au parti nouvellement fondé et dirigé par son ami Calvo Sotelo, Renovación Española,. Yanguas ne ménagea pas ses efforts pour faire prendre pied à ce parti et à élargir sa base, y consacrant même une partie de sa fortune. Ce nonobstant, rancœurs et méfiances internes à la mouvance conservatrice auront pour effet, en dépit de l’appui qu’à titre personnel lui apporta Calvo Sotelo, de le marginaliser sur les listes électorales en vue du scrutin de février 1936, pour lequel il parvint néanmoins à se présenter en tant que candidat solitaire pour Ávila, qui était l’un de ses fiefs électoraux, à l’égal de Jaén.

#### Front populaire et Guerre civile
Au lendemain des assassinats de José del Castillo et de Calvo Sotelo, un policier avisa Yanguas que la vie du comte de Vallellano était en péril à la suite des accusations de complicité dans lesdits assassinats qu’il avait portées contre le gouvernement de Front populaire. Yanguas donna alors l’ordre de tenir prête une automobile, aida Vallellano à quitter Madrid, et l’hébergea dans la villa de Mozarvitos, propriété de son beau-frère, le marquis d’Albayda, située dans la province de Salamanque, près de la frontière portugaise. Sur le chemin de retour à Madrid, se trouvant à l’hôtel Inglés à Ávila, où il avait fait escale pour dîner, en compagnie de José María Albiñana, qui allait dans la même direction, et d'Antonio Goicoechea, qui venait de la capitale, Yanguas s’entendit conseiller par ce dernier de ne pas se rendre à son domicile madrilène. Albiñana toutefois n’y prit garde et fut détenu à Puerta de Hierro, dans la banlieue de Madrid, et assassiné plus tard par les communistes et anarchistes après la prise d’assaut de la prison modèle. Yanguas fut sur le point d’agir de même, mais à ce moment apparut sa femme Rosario, qui avait loué une voiture, et tous deux s’en retournèrent à Salamanque, sauvant sans doute ainsi leur vie.
Après le coup d’État de juillet 1936, et pendant la Guerre civile qui s’ensuivit, les militaires rebelles de la Junta de Defensa Nacional constituée à Burgos confièrent les questions de politique internationale à Yanguas Messía, qui fut donc placé le 30 juillet 1936 à la tête du Cabinet diplomatique et occupa ce poste jusque début octobre, date à laquelle il fut remplacé par José Antonio de Sangróniz. Le 12 septembre 1936, en réunion secrète à Salamanque, la Junta de Defensa, consciente de la nécessité d’un commandement unique, prépara un décret précisant les modalités d’un tel commandement politique et militaire unifié et en confia la rédaction, controversée mais déterminante, à Yanguas Messía (si du moins l’on en croit Serrano Súñer, qui dans son livre de mémoires Entre Hendaya y Gibraltar rapporte que Franco lui déclara que le texte du décret avait été confectionné, au moins en ce qui concerne cette partie, par Yanguas). Le décret prévoyait la dissolution de la Junta de Defensa, la mise en place d’un commandement unique pour tous les corps d'armée, confié à un général suprême (generalísimo), « chef du gouvernement de l’État pendant toute la durée de la guerre », et exerçant son autorité sur « toutes les activités nationales politiques, économiques, sociales, culturelles ». Une fois ces fonctions et ces attributions définies, la Junta, à l’issue de plusieurs réunions parfois tendues, décida d’un commun accord (hormis le général Cabanellas) de les remettre aux mains du général Franco, qui avait été jusque-là général en chef de l’armée d’Afrique. Yanguas Messía, qui avait vivement recommandé la candidature de Franco à Kindelán et à Mola, rédigea ensuite l’annonce officielle dudit décret ; ce qui se produisit alors apparaît confus, mais il semble que Franco ou quelques-uns de ses assistants aient dit à Yanguas que la limitation du mandat à la « durée de la guerre » avait certes été adoptée, mais qu’il n’y avait pas lieu de la laisser figurer dans le document, car cela serait de nature à affaiblir inopportunément l’autorité du gouvernement, à un moment où les combats faisaient encore rage. Yanguas Messía continuera par la suite de bénéficier de la confiance du général Franco après que celui-ci eut été investi officiellement chef de l’État espagnol le 1er octobre 1936. 
De cette phase de la Guerre civile date une série de conférences, publiées ultérieurement en volume sous le titre de Beligerancia, no intervención y reconocimiento (1938), que Yanguas Messía avait été incité à prononcer face à la situation juridico-internationale de l’Espagne franquiste, alors en quête de reconnaissance par les puissances étrangères, et qui reflètent les circonstances politiques de ce moment.
Il devint membre du Premier Conseil national du nouveau parti unique FET y de las JONS et siégea dans la Commission de codification. Sitôt le régime franquiste reconnu par le Vatican en juin 1938, Yanguas fut nommé ambassadeur auprès du Saint Siège, mais sans qu’il parvienne à obtenir durant les plus de trois années qu’il assuma ces responsabilités les objectifs essentiels fixés par Madrid, plus particulièrement le rétablissement intégral du concordat de Bravo Murillo de 1851. Il eut aussi à gérer le malaise créé par le refus de Serrano Súñer de rencontrer le pape lors de son court séjour à Rome en 1940, où, de retour d’un déplacement à Berlin en vue de s’entretenir avec Hitler et Ribbentrop, il fit une brève escale pour échanger ses impressions avec Mussolini.

#### Dictature franquiste
Sous le franquisme, Yanguas Messía fut admis, en considération de sa qualité de conseiller national, à siéger comme procureur aux Cortes franquistes durant leur première législature (1943-1946).
En association avec 26 autres personnalités et procureurs des Cortes, il signa en juin 1943 une missive adressée à Franco, où les signataires appelaient à la restauration de la dynastie bourbonnienne en la personne du prétendant don Juan de Bourbon, comme instrument de suprême conciliation des Espagnols. Il y était demandé en particulier, face à la situation créée par la fin prévisible de la Seconde Guerre mondiale, une institutionnalisation de l’ordre politique « qui doit avoir son aboutissement naturel dans la restauration de la Monarchie, continuatrice de notre tradition historique, [afin] qu’elle soit, à l’intérieur, instrument de suprême conciliation entre les Espagnols, et, à l’extérieur, garantie de stabilité et d’efficacité de notre action ». Cette initiative entraîna la destitution, quelques jours plus tard, de tous ceux des signataires qui étaient alors membres du Conseil national,. 
Yanguas figura aussi parmi les nombreux signataires de la lettre envoyée à Juan de Bourbon en 1946 à l’occasion du transfert de sa résidence de Lausanne vers Estoril, non loin de Lisbonne. Dans la suite, sans cesser de jouir de la faveur du palais d’El Pardo — abstraction faite de la courte parenthèse isolée de juin 1943 —, Yanguas Messía continua, en sa qualité de membre du Conseil privé du comte de Barcelone jusqu’à la disparition de celui-ci, d’œuvrer en faveur de la monarchie constitutionnelle, certes toujours dans le respect de la légalité du système franquiste. 
Son prestige comme juriste international, ses convictions monarchistes et les bonnes relations qu’il avait entretenues avec le Saint Siège pendant son mandat d’ambassadeur le désignaient comme le médiateur idoine pour résoudre les difficultés formelles provoquées, lors des noces de Juan Carlos de Bourbon, fils de don Juan, avec doña Sofía, par les confessions différentes des futurs conjoints. Aussi le comte de Barcelone confia-t-il à Yanguas la mission d’obtenir du Vatican l’autorisation de célébrer le mariage d’une façon qui satisfasse au mieux les Églises respectives, mission pour laquelle Yanguas Messía fut accompagné au nom de l’Église orthodoxe par l’avocat grec Ioannis Pesmazoglou, désigné par le roi Paul. Il fut convenu de célébrer une double cérémonie religieuse : d’abord une selon le rite grec, puis, après la conversion de la princesse, une autre selon le rite catholique.
Yanguas Messía s’était également fait le fervent avocat de l’entrée de l’Espagne dans la Communauté européenne, se montrant favorable à une Europe unie, bien avant même l’existence du projet de marché commun.

### Activité d’enseignant et de juriste expert en droit international
Le 22 mars 1931, à l’avènement de la Deuxième République, Yanguas Messía sollicita sa mise en disponibilité volontaire comme titulaire de la chaire de droit « afin de se mettre à l’abri de persécutions et de tracasseries susceptibles d’être décidées à son encontre en raison de ses opinions et actions politiques connues ». Durant sa période de non-activité, qu’il passa à Paris de 1931 à 1934, il suivit les cours d'Albert de Geouffre de La Pradelle, de Jean-Paulin Niboyet et de Louis Le Fur.
Avec l’arrivée au pouvoir d’un gouvernement conservateur en 1933 et à la faveur de la nouvelle loi d’amnistie de mai 1934, Yanguas put retourner en Espagne et s’efforça d’être admis à la chaire de droit international privé (en 1932, la chaire avait été scindée en deux spécialités, droit public et droit privé), pour la titularisation de laquelle les concours se déroulaient à ce moment-là. D’après le professeur Augusto Barcia Trelles, dans les jours suivant immédiatement le retour de Yanguas, une manifestation d’étudiants universitaires eut lieu devant son domicile, lors de laquelle les étudiants le prièrent de se présenter au balcon et se proclamaient avec enthousiasme et unanimité en faveur de ce que Yanguas recouvre son ancienne chaire de droit.
Cependant, l’appui ne venait pas seulement des étudiants, mais également des milieux politiques, indépendamment de leur idéologie. À la nouvelle du retour de Yanguas en Espagne en 1934, le professeur d’histoire Jesús Pabón, membre du Congrès des députés, interpella le ministre de l’Instruction publique au sujet de la situation administrative du professeur de faculté Yanguas, revenu d’exil, situation peu claire puisque sa chaire avait été scindée en deux, dont l’une avait été pourvue et l’autre devait prochainement l’être. Plusieurs professeurs universitaires présents à la Chambre, toutes tendances politiques confondues — certains, tels que les socialistes Besteiro et Negrín, très éloignés de l’indéfectible monarchisme de Yanguas —, prirent alors la parole pour solliciter du ministre Filiberto Villalobos un arrangement qui permette à la faculté de droit de Madrid de ne pas s’aliéner les services de l’un de ses maîtres les plus éminents, ce qui fut bientôt obtenu, à la satisfaction de tous,. Yanguas finit donc par réintégrer ladite chaire cette même année, en combinant cette fonction avec un cours de dix leçons à l’université de Louvain et plusieurs conférences à l’Institut de droit comparé de la faculté de droit de Paris. 
Deux années plus tard, le 18 août 1936,, il fut destitué de sa chaire, consécutivement au déclenchement de la Guerre civile, Yanguas Messía ayant en effet fait allégeance au camp insurgé,.
Pendant son mandat d’ambassadeur auprès du Saint Siège, Yanguas dispensa également un cours à l’université de Bologne.
Il prit sa retraite comme enseignant universitaire en février 1960.
À côté de ses activités d’enseignant, Yanguas était aussi titulaire des fonctions suivantes :
- Suppléant et assesseur juridique de la représentation de l’Espagne auprès de l’Assemblée de la Société des Nations (le 4 novembre 1920, 5 septembre 1921 et 21 août 1922)[4].
- Juge à la Cour permanente d'arbitrage de La Haye (1925)[6],[4].
- Associé à partir de 1923 de l’Institut de droit international, dont il fut vice-président de 1936 à 1937, président de 1954 à 1956, et membre d’honneur à partir de 1973.
- Président et cofondateur de l’Institut hispano-luso-américain de droit international depuis sa création en 1951, à la présidence de laquelle il fut reconduit en 1953, 1956 et 1970[29],[34],[4].
- Membre de l’Académie royale de Sciences morales et politiques à partir de 1941, et président à partir de 1962.
- Membre  de l’Académie royale de jurisprudence et de législation à partir de 1943.
- Président de la Commission de conciliation italo-britannique (1955).
- Membre de la Commission permanente de conciliation franco-finlandaise (1957).
- Membre du Conseil de curateurs de l’Académie de droit international de La Haye à partir de 1959, Yanguas étant le premier Espagnol dans l’histoire à parvenir à ce poste.
- Président de la Commission permanente de conciliation italo-suisse (1960).
- Membre et promoteur de l’Association Francisco de Vitoria du CSIC.
- Membre du Conseil privé de don Juan de Bourbon.
- Membre de la Commission italo-nord-américaine, où il eut à élaborer personnellement une décision en matière de protection diplomatique pour les cas de double nationalité[35].

Par ailleurs, il participa, en sa qualité d’expert en droit international, à la résolution des litiges suivants :
- Les réclamations britanniques à propos du protectorat espagnol sur le Maroc (1923). Il s’agissait de 53 réclamations individuelles de ressortissants et de protégés britanniques contre l’Espagne au motif de préjudices soufferts dans la zone du Maroc espagnol entre 1913 et 1921, résultant plus particulièrement des rébellions et actions de résistance des Kabyles et de leur répression, ainsi que de la construction de nouvelles voies de communication[6].
- L’étude, en collaboration avec une commission portugaise, des exploitations hydrauliques sur le cours international du Douro (1927)[36].
- La rétention dans le port d’Alger de 3 navires hollandais en partance pour la Péninsule (1927)[4].
- Le litige avec les États-Unis concernant les vaisseaux de guerre italiens immobilisés dans des ports espagnols pendant la Seconde Guerre mondiale. Ce litige portait sur le fait que, à l’encontre des conditions fixées dans l’accord d’armistice signé entre l’Italie et les Alliés le 3 septembre 1943, accord dont l’article 4 stipulait le transfert immédiat de la flotte et de l’aviation italiennes vers les ports désignés par le commandant en chef allié, les commandants de neuf vaisseaux italiens s’étaient refugiés avec leurs unités dans des ports des Baléares pour ne pas tomber aux mains des Alliés ou des Allemands, et que les autorités espagnoles ne les avaient pas approvisionnés en combustible et ne leur avaient pas fait lever l’ancre endéans un délai de 24 heures tel que prescrit par la convention XIII de La Haye de 1907 ; ces commandants, internés, alléguèrent n’avoir pas trouvé les possibilités de ravitaillement requises[28].

## Pensée

### Droit des gens
Le socle philosophico-juridique de la pensée de Yanguas Messía est constitué des classiques espagnols du droit naturel et du droit des gens, plus particulièrement Francisco de Vitoria et Francisco Suárez, de l’œuvre desquels Yanguas mena une étude approfondie. Du reste, il fut non seulement l’un des instigateurs de l’Institut Francisco de Vitoria, créé dans le cadre du Conseil supérieur de la recherche scientifique (CSIS), mais encore, longtemps auparavant déjà, de l’Association Francisco de Vitoria et de la chaire homonyme. Son ouvrage La expansión colonial en Africa y el estatuto internacional de Marruecos, où l’on trouve maints échos de la doctrine vitorienne, donne un exposé de la pénétration européenne sur le continent africain et du statut international du Maroc. La première partie en est consacrée au concept d’expansion coloniale, et sous ce rapport se confronte à ce que, dans le système de Vitoria, il est convenu de désigner par « question des titres » ; en particulier, le concept d’acquisition par occupation y est restreint à son présupposé essentiel, à savoir la qualité de nullius du territoire concerné : « La personnalité de l’État indigène doit être respectée avec tous ses attributs inhérents », écrit-il page 37. « Le droit international actuel, qui porte l’empreinte excessive de la préoccupation européenne, pourra se déclarer incompétent pour garantir les droits des groupements indigènes africains : ce qu’il ne peut faire, est légitimer leur usurpation » (p. 38). En outre, la reconnaissance par le droit international naturel de la personnalité juridico-internationale des groupements indigènes organisés (p. 45) s’appuie sur le même principe, d’origine stoïque et chrétienne, de l’égalité essentielle de la nature humaine : « Les différences d’homme à homme sont accessoires ; le sont de même les différences de race à race, de peuple à peuple ». De ce présupposé anthropologique il peut être inféré cet autre selon lequel toute domination coloniale est, de par sa nature propre, transitoire, admissible dans chaque cas « comme manifestation historique, mais jamais comme apophthegme fondamental et permanent ».
Face à l’antinomie entre l’« objectivisme » du dominicain Vitoria et le « volontarisme » du jésuite Suárez, Yanguas affirme l’homogénéité fondamentale de ces deux attitudes quant à la doctrine de la loi et quant à la définition du droit des gens : « Vitoria ne manqua pas de volonté, comme élément essentiel à côté de la raison, autant que Suárez ne manqua point de raison, comme élément essentiel à côté de la volonté » (p. 20). Quand il résume son exposé de la pensée de ces deux auteurs classiques, Yanguas relève que « trois éléments constants sont pris en considération par l’école espagnole : la sociabilité (exprimée dans l’idée de communauté juridique internationale que notre école [espagnole] fut précoce à définir d’une façon jusqu’ici indépassée), la rationalité (manifestée par la subordination au bien commun, reprise de la tradition thomiste et appliquée vigoureusement à l’ordre international), la libertad humanas (la volonté sous une dénomination englobante : l’assentiment humain, qui embrasse le droit conventionnel, la coutume, et les principes, d’une nature quasi instigatrice, dérivés de la raison et qui, par leur virtualité intrinsèque, s’imposent à la volonté ».

### Intégration européenne
Yanguas Messía s’exprima sur le thème de l’intégration européenne à deux reprises, en 1949 et 1950. Dans Tres aspectos de la Unión Europea, l’un des deux discours prononcés lors de la session inaugurale de son cours de 1949-50, il attira l’attention des Européens sur leur responsabilité inaliénable en cette matière, en ces termes :

« Si sur le plan économique et sur celui militaire, l’Europe occidentale a besoin aujourd’hui de l’aide américaine, dans le domaine de son intégration politique, c’est d’elle-même que tout doit venir. On n’arriverait qu’à une chose transitoire et fugace si l’impulsion n’en devait venir tout entière que du dehors : de la crainte du péril oriental, et de l’incitation et de l’aide américaines. »

Pour l'heure, la situation de l’Europe empêche celle-ci d’assumer, pleinement et par son propre effort, une destinée nouvelle ; pourtant, « l’Europe doit se mouvoir par ses propres motifs profonds. Elle s’est retrouvée passablement appauvrie et géographiquement suffisamment amputée pour que les nations survivantes puissent encore se permettre le luxe des autarcies économiques et des nationalismes politiques ». À une période de fragmentation doit succéder à présent une étape de regroupement :

« Un cercle plus ample s’impose inexorablement aux compartiments étanches des États. En d’autres mots [...] : le problème fondamental que l’Europe a devant elle aujourd’hui consiste simplement à se résoudre à une tâche d’intégration, de signe contraire à l’atomisation qui, il y a trois cents ans, prévalut au congrès de Westphalie et qui nous a mené à l’anarchie internationale à l’origine des deux épuisantes guerres mondiales de notre siècle ». Il ajoute encore : « Peu importe que le rythme soit plus ou moins accéléré, si l’orientation est ferme et la continuité assurée. L’entreprise est ardue, car les États doivent en arriver à sacrifier, dans l’intérêt collectif, une partie de ce qui jusqu’ici relevait du domaine exclusif de leur souveraineté. »

La deuxième de ces interventions, le discours inaugural de son cours de 1950-51, intitulé Los Estados desunidos de Europa, s’ingéniait à insérer le mouvement naissant d’intégration européenne dans une trajectoire historique de plus grande envergure :

« En dépit de tous les obstacles, de bon gré ou de mauvaise grâce, un inexorable processus historique pousse l’Europe vers une intégration politique passant par-dessus les États nationaux. Le mouvement ascensionnel par quoi les villes furent unies en États régionaux, dès lors que les villes ne se suffisaient plus à elles-mêmes, et par quoi plus tard les États régionaux furent unis en l’État national moderne, dès lors que les États régionaux non plus ne répondaient aux nouvelles nécessités, — ce mouvement ascensionnel, ce n’est assurément pas à l’ère atomique qu’il devrait cesser, ère qui est venue modifier les traditionnelles aunes de mesure de la magnitude et de la puissance politiques. »

D’autre part, Yanguas concevait l’Europe intégrée comme une fédération soucieuse de respecter l’identité historique des nations qui la composent : 

« Cela ne veut aucunement dire que cette communauté supranationale, dont on entrevoit la perspective, doive méconnaître la réalité historique des États nationaux. Tout au contraire. L’association européenne devrait partir de ce fait vivant et intangible qu’est la nation, forgée par des siècles de vie commune, de culture, d’aspirations, de solidarité et de destin. »

À l’opposé de la tendance des autorités franquistes à minimiser la distance institutionnelle séparant le régime espagnol d’avec ce qui était requis par les principes démocratiques sous-jacents à la Communauté européenne, et à proclamer que les difficultés à faire admettre l’Espagne dans le Marché commun découlaient uniquement de son retard économique, Yanguas souligne : 

« Que la dénomination de Communauté économique européenne ne nous abuse pas. Effectivement, la préparation économique et sociale est requise pour l’adhésion, mais au titre de facteurs simplement instrumentaux. Le facteur décisif, pour qui veut entrer, est celui politique. Il suffit de lire le Traité de Rome. Le respect de la juridiction de chaque État n’exclut pas la fixation, déjà clairement définie, de ce que l’on pourrait appeler ‘minimum d’équivalence’ ou ‘commun dénominateur’, qui s’étend à tous et qui obligatoirement conditionne l’entrée dans la Communauté. »

Ajoutant : 

« Il est certain que nous pouvons compter, au sein du Marché commun, sur de puissants parrains, enclins à nous aider. Mais pour rendre opérants ces bons offices, la coopération de l’Espagne est indispensable ; il nous est demandé de nous mettre en position juridique de sorte à pouvoir être admis comme membre de plein droit, conformément aux règles et aux principes de la Communauté,. »

En définitive, les prises de position politiques de Yanguas étaient cohérentes avec ses convictions et ses principes, au-delà des intérêts du moment, et avec sa quête d’une monarchie équilibrée et, par là, stable. Le socle de base de sa position en la matière était, selon les termes de Miaja de la Muela, une loyauté inébranlable à la dynastie, qu’il servit en qualité de l’un des ministres de la Couronne, dont il fut l’ultime survivant ».

## Publications
Ouvrages de droit international
- La expansión colonial en África y el estatuto internacional de Marruecos (Madrid, 1915)
- España y la Sociedad de Naciones (Valladolid, 1919)
- El hispanoamericanismo en Ginebra (Madrid, 1923)
- La doublé nationalité en Amérique (Revue de droit international et législation comparée, Bruxelles, 1925)
- Las tres reglas de oro de la guerra del maestro Vitoria (Anuario de la Association Francisco de Vitoria, tome II, 1929-30)
- Quiebra y restauración del Derecho Internacional (Madrid, 1941)
- Derecho Internacional Privado. Parte general (Madrid, 1944)
- La cuestión de los buques de guerra italianos internados en los puertos españoles (1943-1945) (Madrid, 1950)
- España ante la Unidad Europea (Madrid, 1959)

Cours et conférences publiés
- Concepto cristiano de la propiedad (Madrid, 1916)
- El Concordato entre España y la Santa Sede (Madrid, 1934)
- Las doctrinas de la escuela clásica española de Derecho de Gentes (cours donnés à l’université de Louvain, 1935)
- Las modernas teorías nacionalistas e internacionalistas en Derecho Internacional Privado (cours donnés pour la Federación de Asociaciones españolas de Estudios Internacionales, Madrid, 1935)
- Beligerancia, no intervención y reconocimiento (Salamanque, 1938)
- La unidad de Europa: el progreso de la unión europea. Tres aspectos de la Unión Europea (Madrid, 1949)
- El momento internacional (Bilbao, 1955)
- Los estados desunidos de Europa (Madrid, 1957)
- El clima político de ayer y de hoy en África (l’Escurial, 1959)
- Aspectos jurídicos y políticos de la utilización del espacio ultraterrestre (Madrid, 1959)

Thèses
- Los conflictos de leyes en mataría de contratos de trabajo (IDI)
- La influencia de las condiciones demográficas en la reglamentación de los conflictos de leyes (IDI)
- Quiebra y restauración del Derecho Internacional (RACMP)

Autres publications dont il était auteur ou coauteur
- Programa de Derecho Internacional Privado à la faculté de droit de l’université de Madrid. Cours 1934-35, Madrid, 1934
- Calvo Sotelo en el destierro (Madrid, 1942)
- Centenario de Fray Francisco de Vitoria (Madrid, 1946)
- Pío XII y el orden Internacional (Madrid, 1960)
- El santo español Ignacio de Loyola. Fundador y legislador (discours) (Madrid, 1962)
- Don José Félix de Lequerica. In memoriam (Madrid, 1963)
- Necrología de Don León Martín Granizo (Madrid, 1964)
- Alfonso XIII. Anecdotario y romance al rey muerto por Agustín de Foxa (Madrid, 1965)[4]

## Hommages
- Grand Croix de l’ Ordre de Charles III (1960)[45].